# Nationalalliansen för demokrati och utveckling
Nationalalliansen för demokrati och utveckling, National Alliance for Democracy and Development (NADD) är en valkartell av gambianska oppositionspartier, bildad i januari 2005 av:
- National Democratic Action Movement (NDAM)
- National Reconciliation Party (NRP)
- People’s Democratic Organisation for Independence and Socialism (PDOIS)
- People's Progressive Party (PPP)
- United Democratic Party (UDP)

Så snart NADD:s bildande offentliggjorts så uteslöts tre parlamentariker ur nationalförsamlingen (Hamat Bah från NRP samt Halifa Sallah och ytterligare en medlem av PDOIS), med hänvisning till att de tillhörde två partier samtidigt - vilket inte ansågs tillåtet.
UDP och NRP hoppade av alliansen under 2006.
NADD:s ledare Halifa Sallah deltog i presidentvalet i september 2006. Han kom på tredje plats av kandidaterna med 5,98 % av rösterna.

I parlamentsvalet den 25 januari 2007 fick NADD 29 773 röster (11,3 %) och ett mandat i nationalförsamlingen.
Sallah uttryckte besvikelse över det klena valresultatet som han tillskrev oppositionens oförmåga att erbjuda en samlad front mot regeringspartiet APRC.
NADD har i likhet med de flesta andra oppositionspartierna (men till skillnad från NRP) meddelat att man kommer att bojkotta parlamentsvalet den 29 mars 2012.